# Robert Fisher Tomes
Robert Fisher Tomes, (né le 4 août 1823, mort le 10 juillet 1904) est un agriculteur et un zoologiste anglais.
Tomes naît a Weston-on-Avon et s'installe comme agriculteur à Welford dans le Gloucestershire. Il devient un spécialiste des chauves-souris décrivant de nombreuses nouvelles espèces. Il rédige les chapitres consacrés aux insectivores et aux chiroptères dans la seconde édition de l'ouvrage History of Quadrupeds du zoologiste Thomas Bell.
Tomes est enterré à South Littleton, Worcestershire. Sa collection de mammifères est vendue au musée d'histoire naturelle de Londres et sa collection d’oiseaux est léguée à Muséum de Worcester.

## Éléments de bibliographie
- Occurrence of the Fork-tailed Petrel in Warwickshire Zoologist, 8 : 2706-2707 (1850)
- On two species of bats inhabiting New Zealand. Proc. Zool. Soc. Lond., p. 134–142 (1857)
- A monograph of the genus Nyctophilus. Proc. Zool. Soc. Lond., p. 25–37 (1858)
- Descriptions of six hitherto undescribed species of bats. Proc. Zool. Soc. Lond. p. 68–79 (1859)
- A monograph of the genus Epomophorus, with a description of a new species. Proc. Zool. Soc. Lond., p. 42–58 (1860)
- Notes on a third collection of Mammalia, made by Mr. Fraser in the Republic of Ecuador. Proc. Zool. Soc. Lond. pp. 28 (1860)
- Report of a collection of mammals made by Osbert Salvin, Esq., FZS, at Dueñas, Guatemala. Proc. Zool. Soc. Lond. pp. 278 (1861)
- Notice of a new American form of marsupial. Proc. Zool. Soc. Lond., pp. 50–51 (1863)
- On a new genus and species of leaf-nosed bats in the museum at Fort Pitt. Proc. Zool. Soc. Lond., p. 81–85 (1863)
- On some new or imperfectly known Madreporaria from the Inferior Oolite of Oxfordshire, Gloucestershire, and Dorsetshire. Geol. Mag. 23, 385-98, 443-52. (1886)
- On Heterastraea, a new genus of Madreporaria from the Lower Lias. Geol. Mag. 25, 207-18. (1888)
- Birds. In the Victoria County History of Worcestershire (1901)
- Aves. In the Victoria County History of Warwickshire (1904)